# Marduk-Zer
Marduk-Zer (en realitat Marduk-Zer-..., però la tauleta que porta el seu nom està una mica damnada i la part final no es pot llegir) va ser el desè i penúltim rei de la Segona dinastia d'Isin, IV dinastia de Babilònia, successor de l'efímer sobirà Mardukakhkheriba. Apareix a la Llista dels reis que diu que va regnar dotze anys i res se sap del seu origen o de les seves accions de govern. Va regnar potser des d'el 1045 aC al 1033 aC.
El seu successor va ser Nabu-Xum-Libur.